# Skankin’ Pickle
A Skankin' Pickle amerikai ska-punk együttes volt.

## Története
Első koncertjüket 1989 áprilisában tartották. Mike Park énekes 1991-ben saját lemezkiadó céget alapított, Dill Records néven. Első lemezük ebben az évben jelent meg. Az albumon stúdió és koncert felvételek egyaránt hallhatóak. Az együttes zenéje a ska punk műfajába sorolható, de több zenei stílust is vegyítettek. A zenekar 1997-ben feloszlott.
Az együttes változó felállással rendelkezett.

## Diszkográfia
- Skafunkrastapunk (1991)
- Skankin' Pickle Fever (1992)
- Sing Along with Skankin' Pickle (1994)
- Skankin' Pickle Live (1995)
- The Green Album (1996)

## Egyéb kiadványok
- Skankin' Pickle Cassette (demó, 1990)
- Fever (kislemez, 1991)
- Hi! My name is Eric Yee. My favorite band is Green Day! (kislemez, 1991)